# AMG (rappeur)
Pour les articles homonymes, voir AMG.
AMG, né Jason Lewis le 29 septembre 1970 à Brooklyn, New York, est un rappeur américain. Il publie son premier album studio, Give a Dog a Bone en 1991, suivi d'un deuxième album, Bitch Betta Have My Money, en 1992.

## Biographie
Natif de New York, AMG grandit tout d'abord à Cleveland dans l'Ohio, avant de partir vivre à Inglewood, en Californie. Ses textes sont connus pour leur humour, leur contenu sexuel et très explicite, comme l'atteste le titre Bitch Betta Have My Money, Jiggable Pie ou encore Tha Booty Up ; le groupe d'electro britannique Hardknox reprend d'ailleurs Bitch Betta Have My Money pour leur plus célèbre single Who's Money?. Lewis publie son premier album studio, Give a Dog a Bone en 1991. Bitch Betta Have My Money est le deuxième album studio publié par AMG, en 1992. L'album atteint la 63e place du Billboard 200. Le 6 juin 1995, il publie son troisième album, Ballin' Outta Control classé 100e du Billboard 200.
En 2007, AMG forme un groupe avec DJ Quik appelé The Fixxers. Ils sortent un single chez Interscope Records appelé Can U Werk Wit Dat. L'album appelé Midnite Life devait sortir à la fin de l'année 2007, puis le projet fut annulé au mois de décembre, à la suite de téléchargements illégaux sur Internet sortis avant l'album, événements confirmés par DJ Quik. Le projet de The Fixxers fut dissous en 2008 et chacun est reparti sur d'autres projets.

## Discographie

### Albums studio
- 1991 : Give a Dog a Bone
- 1991 : Bitch Betta Have My Money
- 1995 : Ballin' Outta Control
- 2000 : Bitch Betta Have My Money 2001
- 2002 : Greatest Humps
- 2008 : Rum and Coke

### Singles
- 1994 : Butt Booty Naked
- 1997 : Pimp's Anthem